# Нижегородская ГЭС
Нижегоро́дская ГЭС (Горьковская ГЭС) — гидроэлектростанция на реке Волге у города Заволжье в Городецком районе Нижегородской области. Станция является частью Волжского каскада гидроэлектростанций, представляя собой его четвёртую ступень. Плотины гидроузла общей длиной 18,6 км являются самыми протяжёнными среди плотин гидроузлов России. Нижегородский гидроузел построен в 1948—1962 годах под названием Горьковская ГЭС и является важным инфраструктурным объектом комплексного назначения, решающим, помимо выработки электроэнергии, задачи водного и автомобильного транспорта, водоснабжения, рекреации. Собственником сооружений Нижегородского гидроузла (за исключением судоходного шлюза, находящегося в федеральной собственности) является компания «РусГидро».

## Конструкция станции
Нижегородская ГЭС расположена в среднем течении Волги, вблизи городов Заволжье и Городец. В Волжском каскаде станция находится между Рыбинским и Чебоксарским гидроузлами. По конструкции представляет собой типичную низконапорную гидроэлектростанцию руслового типа (здание ГЭС интегрировано в напорный фронт). Сооружения гидроузла включают в себя шесть земляных плотин, три дамбы, водосливную плотину, здание ГЭС, судоходный шлюз, открытое распределительное устройство (ОРУ). Здание ГЭС и водосливная плотина размещены на месте протоки Волги — Воложки и небольшого острова, основанием земляных сооружений станции служат аллювиальные пески, бетонных сооружений — сарминские и уржумские глины и мергели. Напорные сооружения Нижегородского гидроузла имеют общую протяжённость 18 600 м (длина напорного фронта собственно Нижегородской ГЭС — 13 332 м), это самая большая длина среди всех аналогичных сооружений России. По плотине ГЭС проложена двухполосная автодорога, соединяющая Заволжье и Городец, с мостом в районе шлюзов (пешеходный переход через плотину ГЭС возможен по северной стороне). На территории ГЭС проложена железная дорога, заканчивающаяся непосредственно в машинном зале станции. Установленная мощность электростанции — 538 МВт, среднегодовая выработка электроэнергии — 1513 млн кВт·ч.

### Земляные плотины
В состав сооружений гидроузла входит суммарно шесть земляных плотин и три дамбы, общий объём земляных плотин и дамб — 23 665 тыс. м³. Из них четыре плотины общей длиной 12 347 м относятся к сооружениям энергетического назначения и обеспечивают работу гидроэлектростанции, а две плотины и три дамбы — к сооружениям водного транспорта, обеспечивающим работу судоходного шлюза. В число земляных плотин энергетического назначения входят:
- Пойменная плотина № 1-2, расположена со стороны правого берега, сопрягается со зданием ГЭС при помощи подпорной стенки. Длина плотины — 7575 м, ширина по гребню — 12 м, максимальная высота — 15,5 м. Плотина оборудована трубчатым дренажем, вода из которого отводится в магистральный канал.
- Русловая плотина № 3, расположена со стороны правого берега, между водосливной плотиной и пойменной плотиной № 4. Длина плотины — 1320 м, ширина по гребню — 12 м, максимальная высота — 30,5 м. Плотина оборудована дренажными устройствами — каменным банкетом и трубчатым дренажем.
- Пойменная плотина № 4, расположена со стороны правого берега, между русловой плотиной и судоходным шлюзом. Длина плотины — 2141 м, ширина по гребню — 12 м, максимальная высота — 19,5 м. Плотина оборудована трубчатым дренажем.
- Пойменная плотина № 5, расположена со стороны правого берега, сопрягается с судоходным шлюзом. Длина плотины — 1311 м, ширина по гребню — 17,5 м, максимальная высота — 19,5 м. Плотина оборудована трубчатым дренажем[5][4][6].

Все плотины распластанного профиля, однородные, противофильтрационных устройств не имеют, намыты из мелкозернистого песка. С верхнего бьефа для защиты от размывания волнами откосы плотин закреплены железобетонными плитами толщиной от 0,2 до 0,4 м либо гравийной отсыпкой.

### Водосливная плотина
Водосливная плотина примыкает к зданию ГЭС со стороны левого берега. По конструкции плотина гравитационная бетонная, длиной 291 м, высотой 36 м. Плотина имеет 12 пролётов шириной по 20 метров, перекрытых плоскими затворами. Пропускная способность водосливной плотины составляет 11 800 м³/с при нормальном подпорном уровне (НПУ) и 15 400 м³/с при форсированном подпорном уровне (ФПУ). Суммарная водопропускная способность сооружений гидроузла (с учётом пропуска через гидроагрегаты) составляет 16 400 м³/с при НПУ.

### Здание ГЭС
Здание ГЭС пониженного типа — гидроагрегаты находятся в закрытом помещении машинного зала, а кран грузоподъёмностью 500 т, предназначенный для монтажа/демонтажа гидроагрегатов, размещён открыто на крыше машинного зала; извлечение оборудования краном из машинного зала осуществляется через специальные проёмы в крыше машинного зала, закрываемые люками. Длина здания — 264 м, высота 55 м. В здании ГЭС установлено восемь гидроагрегатов, пять из которых имеют мощность 65 МВт, один — 68 МВт и два — 72,5 МВт. Гидроагрегаты состоят из поворотно-лопастных гидротурбин ПЛ 20-В-900 (2 шт.) и ПЛ 510-ВБ-900 (6 шт.), работающих при расчётном напоре 14 м (максимальный напор — 17,5 м), и вертикальных синхронных гидрогенераторов СВ 1345/145-96 (2 шт.) и СВ 1340/155-96 (6 шт.). Гидротурбины четырёхлопастные, с диаметром рабочего колеса 9 м и максимальным расходом через проточную часть 500 м³/с. Гидрогенераторы имеют максимальную мощность 80 МВт, однако располагаемая мощность ограничена возможностями турбины и составляет 65—68 МВт. Производитель гидротурбин — Ленинградский металлический завод, генераторов — завод «Электросила», оба предприятия в настоящее время входят в концерн «Силовые машины».

### Схема выдачи мощности
Гидроагрегаты выдают электроэнергию напряжением 13,8 кВ на силовые трансформаторы, расположенные на здании ГЭС со стороны нижнего бьефа. Всего имеется 2 группы однофазных трансформаторов ОДТ-53333/220/110 (6 фаз мощностью по 53,3 МВА), к ним присоединены гидроагрегаты № 1-4, по два гидроагрегата на группу, и четыре трёхфазных трансформатора ТДЦ-125000/110, к которым присоединены гидроагрегаты № 5-8, по одному гидроагрегату на трансформатор. Через однофазные трансформаторы также осуществляется связь между ОРУ 110 и 220 кВ. С трансформаторов электроэнергия передаётся на расположенные на правом берегу открытые распределительные устройства (ОРУ) напряжением 110 и 220 кВ и далее в энергосистему по следующим линиям электропередачи:
- ВЛ 220 кВ Нижегородская ГЭС — ПС Вязники;
- ВЛ 220 кВ Нижегородская ГЭС — ПС Семёновская;
- ВЛ 110 кВ Нижегородская ГЭС — ПС Левобережная (2 цепи);
- ВЛ 110 кВ Нижегородская ГЭС — ПС Малаховская с отпайками (2 цепи);
- ВЛ 110 кВ Нижегородская ГЭС — ПС ЗМЗ;
- ВЛ 110 кВ Нижегородская ГЭС — ПС ЦБК с отпайками;
- ВЛ 110 кВ Нижегородская ГЭС — ПС Пучеж с отпайкой;
- ВЛ 110 кВ Нижегородская ГЭС — ПС Новосормовская с отпайками;
- ВЛ 110 кВ Нижегородская ГЭС — ПС Луч с отпайкой;
- ВЛ 110 кВ Нижегородская ГЭС — ПС Дзержинская с отпайкой;
- ВЛ 110 кВ Нижегородская ГЭС — ПС Западная с отпайкой.

### Судоходные шлюзы
Судопропускные сооружения гидроузла включают в себя аванпорт в верхнем бьефе, образованный дамбами № 8 и 9, земляную плотину № 6, отгораживающую промежуточный бьеф Горьковского водохранилища, верхние камеры шлюзов (в системе водных путей имеют номера 13 и 14), акваторию промежуточного бьефа, земляную плотину № 7, отгораживающую промежуточный бьеф от нижнего бьефа, нижние камеры шлюзов (в системе водных путей имеют номера 15 и 16), дамбу № 10, образующую низовой подходной канал. Шлюзы двухниточные двухкамерные, причём каждая камера реализована в виде отдельных сооружений в верхнем и нижнем бьефах, разделённых обширной акваторией промежуточного бьефа с отметкой 76,5 м, в которой производится зимний отстой судов, а также расположены мощности Городецкого судоремонтного завода. Судоходные шлюзы находятся в государственной собственности и эксплуатируются ФБУ «Администрация Волжского бассейна».

### Горьковское водохранилище
Напорные сооружения ГЭС образуют крупное Горьковское водохранилище сезонного регулирования. При нормальном подпорном уровне (отметка 84 м) длина водохранилища составляет 430 км, наибольшая ширина 26 км, площадь зеркала 1591 км², полный объём 8,8 км³, полезный объём 2,8 км³. Уровень мёртвого объёма водохранилища составляет 81 м, таким образом, годовые колебания уровня в водохранилище могут достигать 3 м. При создании водохранилища было переселено население 60 деревень и 3 районных центров.

## Экономическое значение
Нижегородская ГЭС, как и другие станции Волжско-Камского каскада, активно используется для работы в пиковой части графика энергосистемы, также её агрегаты периодически работают в режиме синхронного компенсатора, повышая качество работы энергосистемы в целом. В зависимости от климатических условий, выработка ГЭС в разные годы существенно колеблется. Всего за время эксплуатации Нижегородская ГЭС выработала более 100 млрд кВт·ч возобновляемой электроэнергии.
| 2006   | 2007   | 2008   | 2009   | 2010   | 2011   | 2012   | 2013   | 2014   | 2015   | 2016   | 2017   | 2018   | 2019   | 2020   | 2021   | 2022   |
| ------ | ------ | ------ | ------ | ------ | ------ | ------ | ------ | ------ | ------ | ------ | ------ | ------ | ------ | ------ | ------ | ------ |
| 1316,3 | 1636,9 | 1685,0 | 1953,6 | 1805,7 | 1710,3 | 1882,5 | 1870,6 | 1281,2 | 1168,7 | 1491,6 | 2248,8 | 1907,2 | 1114,0 | 2355,1 | 1797,4 | 1701,4 |

Нижегородская ГЭС является комплексным транспортно-энергетическим узлом, предназначенным, наряду со снабжением энергией, для улучшения условий судоходства на р. Волга на участке Рыбинск — Нижний Новгород. В результате создания подпора, который распространяется до Рыбинской ГЭС, был создан глубоководный (гарантированная глубина — 4 м) путь по Волге от Городца до Рыбинска, представляющий собой часть единой глубоководной транспортной системы европейской части России. На участке от Городца до устья Оки увеличение глубин достигается путём пропусков воды в навигационный период. Кроме того, Горьковское водохранилище используется в интересах обеспечения водоснабжения, а также в рекреационных целях. По плотине ГЭС проложена двухполосная автодорога. Строительство ГЭС способствовало возникновению нового промышленного центра — города Заволжье, который снабжается водой из проходящего по плотине водопровода.

## История строительства

### Проектирование
В июне 1931 года при секторе капитальных работ Госплана СССР было организовано постоянное совещание по проблеме Большой Волги, в которое входили представители большого количества организаций. Задачей совещания стала проработка проектов создания на Волге каскада комплексных (в первую очередь транспортно-энергетических) гидроузлов. В период с 1931 по 1936 год разрабатывалось множество различных вариантов преобразования Волги, с этой целью проводились сотни заседаний и совещаний. В схеме «Большой Волги» постоянно менялось и количество входящих в неё гидроузлов и их параметры, только до 1934 года на экспертизу Госплана поступило 14 различных проектов. Уже в ранних проектных проработках было определено положение одной из ступеней каскада выше г. Горького. 23 марта 1932 года решением Совнаркома СССР и ЦК ВКП(б) на основе разработанной «Гидроэлектропроектом» схемы было принято решение о строительстве Камской ГЭС, а также двух гидроэлектростанций на Волге — Ярославской и Балахнинской. Из волжских станций первоочередной считалась Ярославская, подготовительные работы по строительству которой были начаты в том же году (и остановлены в 1935 году в пользу строительства Рыбинской ГЭС). По Балахнинской ГЭС велись проектные работы, в ходе которых створ ГЭС был перенесён к городу Чкаловску, а сама станция стала именоваться Чкаловской ГЭС.
После передачи строительства в 1935 году гидроузлов на Волге в ведение НКВД проектированием Чкаловской ГЭС занимался Главгидрострой НКВД СССР. К началу 1941 года были определены параметры этой станции — мощность 360 МВт, среднегодовая выработка электроэнергии — 1,4 млрд кВт.ч. Приступить к сооружению станции намечалось в 1942 году, но начало Великой Отечественной войны вынудило отложить эти планы.
21 июля 1944 года постановлением Государственного комитета обороны «О строительстве гидроэлектростанции на р. Волге у г. Горького» НКВД СССР было поручено разработать схему гидроэнергетического использования участка Волги между Рыбинском и Горьким и проектное задание Чкаловской ГЭС. В 1946 году схема была рассмотрена и одобрена Госпланом СССР . Официальное решение о строительстве Горьковского гидроузла было принято 16 ноября 1947 года, когда было подписано постановление Совета Министров СССР «О неотложных мероприятиях по увеличению мощности электростанций в центральном промышленном районе СССР». Этим же Постановлением Министерство внутренних дел обязывалось закончить до 1 января 1948 года составление проектного задания по Горьковскому гидроузлу и передать его Министерству электростанций. Проектное задание было утверждено Постановлением Совета Министров от 21 июля 1948 года. Решением Совета Министров были утверждены:
- 1. Выбор створа и компоновка основных сооружений Горьковской ГЭС.
- 2. Нормальный подпорный уровень верхнего бьефа, равный 84 м.
- 3. Мощность ГЭС в 8-ми агрегатах 370—400 тыс. кВт.
- 4. Судоходные сооружения с разбивкой на две ступени и разъездным бьефом между ними при габаритах камер 290×30×5,5 м. При этом в первую очередь строилась одна линия шлюзов, и предусматривается возможность строительства второй линии. Дальнейшие проектные работы — составление технического проекта, сводной сметы и рабочее проектирование приказом № 216 от 29 ноября 1947 года Министерство электростанций поручило институту «Гидроэнергопроект» (Управление Большой Волги). По директивным срокам строительство гидроузла должно было осуществляться из расчёта обеспечения ввода первых агрегатов в 1953 году, а последующих — в 1954 году[20].

### Строительство
20 января 1948 года в составе Главгидроэнергостроя было образовано Управление строительства «Горьковгэсстрой». В марте 1948 года на стройку прибыли первые строители, начались подготовительные работы, к концу того же года к площадке ГЭС была подведена железная дорога. Летом 1949 года русло протоки Волги — Воложки было перекрыто верховой и низовой перемычками, началось сооружение котлована зданий ГЭС и водосливной плотины. В октябре 1950 года котлован был осушен. Строительство станции столкнулось с непредвиденной проблемой — свойства грунтов на месте строительства отличались от проектных, на дне котлована здания ГЭС (размещённого на острове) был обнаружен мощный слой песков-плывунов, фильтрация через которые вызывала затопление котлована. Решением проблемы стало впервые применённая в практике гидротехнического строительства льдогрунтовая завеса. С помощью системы специальных скважин, в которые подавался охлаждённый до отрицательных температур солевой раствор, плывун был заморожен, и фильтрация воды через него была прекращена. 22 апреля 1951 года в торжественной обстановке на строительстве станции был уложен первый бетон. 12 октября 1951 года был утверждён технический проект станции. Параллельно с сооружением гидроэлектростанции шло активное строительство жилья и объектов инфраструктуры рабочего посёлка Городец-2, расположенного на правом берегу Волги напротив города Городец. Впоследствии посёлок, в котором жили строители ГЭС, был переименован в Заволжье и в 1964 году получил статус города.
22 января 1953 года началась укладка бетона в здание ГЭС, в том же году было начато сооружение шлюзов. 12 августа 1955 года был затоплен котлован водосливной плотины и здания ГЭС — строительная готовность этих сооружений была признана достаточной для пропуска через них стока Волги. 14 августа 1955 года первые суда прошли через шлюзы. 24 августа 1955 года состоялось перекрытие русла Волги, осуществлённое за 10 часов путём отсыпки грузовиками в воду со специально наведённого понтонного моста крупных камней и специальных железобетонных блоков. Началось заполнение Горьковского водохранилища, отметка уровня которого 25 октября 1955 года достигла 75 м. 2 ноября 1955 года был пущен первый гидроагрегат ГЭС, в декабре того же года были пущены ещё три гидроагрегата, оставшиеся четыре гидроагрегата были введены в эксплуатацию в декабре 1956 года (последний, восьмой гидроагрегат был пущен 25 декабря). 29 июля 1957 года наполнение водохранилища было завершено — оно достигло отметки нормального подпорного уровня. При строительстве ГЭС было перемещено 47,2 млн м³ грунта, залито 1,42 млн м³ бетона и железобетона, смонтировано 51,2 тыс. т металлоконструкций и оборудования.
29 ноября 1961 года правительственная комиссия приняла Горьковскую ГЭС в постоянную эксплуатацию, 7 мая 1962 года Постановлением Совета Министров РСФСР ГЭС была принята в промышленную эксплуатацию и её строительство было официально завершено. Строительство станции стало полигоном для отработки различных технических новшеств — помимо создания льдогрунтовой завесы, были впервые применены вибропогружение металлического шпунта, передовые методы бетонирования и другие мероприятия.

## Эксплуатация
- Нижегородская ГЭС
- Водосливная плотина
- Машинный зал
- Лопасть гидротурбины
- Пульт управления станцией

Практически сразу после начала строительства были начаты работы по совершенствованию конструкции ГЭС. Первоначально мощность ГЭС составляла 400 МВт (8 гидроагрегатов по 50 МВт). Однако гидроагрегаты имели существенный запас прочности, что позволило, после проведения работ по усилению конструкции гидротурбин и улучшения вентиляции гидрогенераторов, увеличить мощность каждого гидроагрегата на 15 МВт. 21 декабря 1959 года мощность станции достигла 520 МВт. В 1960-х годах камеры рабочих колёс гидроагрегатов были облицованы нержавеющей сталью. С 1975 по 1989 год была проведена реконструкция гидрогенераторов — заменена изоляция роторов и обмотка статоров. 19 февраля 1991 года Горьковская ГЭС была переименована в Нижегородскую, в 1992 году — преобразована в филиал РАО «ЕЭС России». 9 декабря 1993 года было зарегистрировано ОАО «Нижегородская ГЭС». В 1989—1994 годах электромашинная система возбуждения гидрогенераторов была заменена на тиристорную. В ходе реформы РАО ЕЭС, с января 2004 года ОАО «Нижегородская ГЭС» вошло в состав Управляющей компании «Волжский гидроэнергетический каскад», с декабря того же года перешло под контроль ОАО «ГидроОГК» (позднее переименованного в ОАО «РусГидро»). 9 января 2008 года ОАО «Нижегородская ГЭС» было ликвидировано путём присоединения к ОАО «ГидроОГК», в состав которого станция вошла на правах филиала.
К 1990-м годам оборудование Нижегородской ГЭС устарело. На станции реализуется долгосрочная программа технического перевооружения и реконструкции, в рамках которой произведена замена лопастей турбин, силовых трансформаторов, затворов водосливной плотины, обновлено крановое оборудование, полностью заменено оборудование распределительных устройств на современное элегазовое, проведена модернизация системы регулирования агрегатов. В части гидротехнических сооружений, ведётся реконструкция дренажного канала пойменной плотины № 1-2, а также автодорожного моста через сооружения ГЭС.
В результате модернизации одного из гидроагрегатов станции без замены основного оборудования его мощность увеличилась на 3 МВт, что повлекло за собой увеличение мощности Нижегородской ГЭС с 1 ноября 2018 года до 523 МВт. В 2019 году начата замена основного гидросилового оборудования, первым в 2021 году был заменён гидроагрегат № 2, что позволило увеличить мощность станции до 530,5 МВт. Мощность ГЭС после замены всех гидроагрегатов достигнет 580 МВт.
Также производится постепенная замена оборудования шлюзов, в частности их ворот.

## Происшествия
9 января 2025 года в ходе ремонта крыши на ГЭС возникло возгорание. Пламя было оперативно ликвидировано силами Пожарной охраны.